# Kolla lunulata
Kolla lunulata är en insektsart som beskrevs av Li et Wang 1992. Kolla lunulata ingår i släktet Kolla och familjen dvärgstritar. Inga underarter finns listade i Catalogue of Life.